# Koszmosz–1176
A Koszmosz–1176 a szovjet USZ–A aktív radarfelderítő műhold második tesztrepülése volt.

## Küldetés
A szovjet Legenda (oroszul: Легенда) tengeri felderítő rendszerhez készült USZ–A típusú, aktív radarberendezéssel felszerelt felderítő műhold prototípusa. A repülés a radarfelderítő műhold első kísérleti indítása volt, melynek során tesztelték a berendezést. A műholdba a BESZ–5 Buk nukleáris termoelektromos generátor teljes méretű makettjét építették. A Koszmosz–954 programját folytatta.

## Jellemzői
1980. április 29-én a bajkonuri űrrepülőtér indítóállomásról egy Ciklon-2A hordozórakétával juttatták Föld körüli, közeli körpályára. Az orbitális egység alappályája 89,65 perces, 65,2 fokos hajlásszögű, elliptikus pálya perigeuma 250 kilométer, apogeuma 265 kilométer volt.
1980. szeptember 10-én az orbitális egység pályáját 103,39 perces, 64,83 fokos hajlásszögű, elliptikus pálya perigeumát 874 kilométerre, apogeumát 963 kilométerre állították be.
Hasznos tömege 3800 kilogramm. 2011-ben az űregység orbitális pályáját még korrigálták (12 alkalommal), biztosítva a közel körpályás haladási magasságot. Felépítése hengeres, átmérője 1.3 méter, magassága 10 méter.  A sorozat felépítését, szerkezetét, alapvető fedélzeti rendszereit tekintve egységesített, szabványosított űreszköz.
Szolgálati idejének vége ismeretlen.